# Maria Caterina Farnese
Maria Caterina Farnese (Parma, Ducat de Parma, 1615 - Sassuolo, Ducat de Mòdena, 1646) fou una membre de la Dinastia Farnese que va esdevenir duquessa consort del Ducat de Mòdena.

## Orígens familiars
Va néixer el 18 de febrer de 1615 a la ciutat de Parma, capital del ducat del mateix nom, sent filla del duc Ranuccio I de Parma i Margarida Aldobrandini. Fou neta per línia paterna d'Alexandre I de Parma i Maria de Portugal, i per línia materna de Joan Francesc Aldobrandini i Olímpia Aldobrandini.
Fou germana del duc Odoard I de Parma i de Victòria Farnese d'Este.

## Núpcies i descendents
Es casà l'11 de gener de 1631 amb el duc de Mòdena Francesc I d'Este, fill del duc Alfons III d'Este i d'Elisabet de Savoia. D'aquesta unió nasqueren:
- Alfons d'Este (1632)
- Alfons IV d'Este (1634-1662), duc de Mòdena, casat amb Laura Martinozzi.
- Eimeric d'Este (1641-1660)
- Isabel d'Este (1635-1666), casada el 1664 amb Ranuccio II de Parma
- Elionor d'Este (1639-1640)
- Elionor d'Este (1643-1722), religiosa
- Maria d'Este (1644-1684), casada el 1668 amb Ranuccio II de Parma

Maria Caterina morí el 25 de juliol de 1646 a la població de Sassuolo. El seu espòs es casà el 1648 amb Victòria Farnese, germana de Maria Caterina.